# Clarence Holiday
Clarence Holiday (Baltimore, 23 juli 1898 – Dallas, 1 maart 1937) was een Amerikaans jazzmusicus.

## Biografie
Clarence Holiday, een vrij succesrijk jazzgitarist, wordt in de eerste plaats herinnerd als de man die op 16-jarige leeftijd vader werd van Billie Holiday. Billies  moeder, Sarah Julia (Sadie) Harris, liet in het geboorteregister een twintigjarige kelner, Frank DeViese (DeVeazy), optekenen als de vader van haar dochter. Pas veel later vertelde ze Billie wie haar echte vader was. 
Clarence Holiday ontliep Sadie zo veel mogelijk en ging zelfs zo ver om zijn naam bij gelegenheid in 'Halliday' te veranderen. Hij trouwde in 1922 met Helen Boudin en verhuisde naar Philadelphia. Hij verdween uit het leven van zijn dochter.
Clarence speelde banjo en trompet, maar leefde van verschillende baantjes als o.a. liftboy. Zijn besluit om dienst te nemen in het Amerikaanse leger was dan ook waarschijnlijk ingegeven door armoede. Hij werd verscheept naar Frankrijk waar hij als hoornblazer het einde van de Eerste Wereldoorlog meemaakte.
Als reden voor zijn overschakeling naar de gitaar gaf Clarence aan dat hij problemen had met zijn longen als gevolg van de chemische en biologische oorlogvoering.
Holiday werd vooral bekend als gitarist in de band van Fletcher Henderson in de periode van 1928 tot 1933. Hij speelde en maakte ook plaatopnamen met Benny Carter (1934) en Bob Howard (1935). Holidays verfijnde ritmetechniek is te horen op Howard's Whisper Sweet (1935, Decca 347). Na Charlie Turner (1935) en Louis Metcalf (1935-1936) speelde hij met Don Redman (1936-1937).

## Bijdragen
- A Retrospective 1929 - 1963 (2xCD, Comp) Suger Foot Stomp, RCA 1995
- The Quintessence New York Camden Londres Paris Chicago 1926 - 1944 (2xCD, Comp) Sugar Foot, Stomp Frémeaux & Associés 1995
- Jazz & Blues Collection Vol. 59 (CD, Comp, RM) Editions Atlas 1996
- A Century Of Glory (2xCD, Comp) Somebody Loves, Me Frémeaux & Associés 1998
- L'Histoire Du Jazz Vocal - The Story Of Vocal Jazz: Part 1 (1911 - 1940) (10xCD, Comp) I Wanna Count Sheep, Le Chant Du Monde 2004

- Bibliothèque nationale de France: cb14187529b (data)
- Gemeinsame Normdatei: 134409248
- International Standard Name Identifier: 0000 0000 5546 8090
- Library of Congress Control Number: no2001052535
- MusicBrainz: ff0a1e7d-9d29-45f7-9f34-aabd85e7eabf
- Virtual International Authority File: 26714453
- WorldCat: E39PBJgMxgvDVJPKV8XcgCHV4q